# Cody Christian
Cody Allen-Christian est un acteur et chanteur américain, né le 15 avril 1995.
Il est connu pour son rôle de Mike Montgomery dans la série télévisée Pretty Little Liars, diffusée sur la chaîne américaine ABC Family, et celui de Theo Raeken dans Teen Wolf sur la chaîne de MTV.

## Biographie
Cody Christian est le fils d'une amérindienne, de la nation penobscote, ayant grandi dans une réserve du Maine.
Cody Christian est un acteur surtout connu pour jouer le rôle du petit frère d’Aria dans Pretty Little Liars mais aussi pour les rôles de Peter Malarkey dans Starving Games et Greg dans Body of Proof. Il est apparu dans les séries Grey's Anatomy et True Blood. Il a également joué avec des acteurs célèbres tels que Bruce Willis dans Clones et Christopher Walken dans Bulletproof Gangster.
De 2015 à 2017, il est connu pour avoir interprété pendant deux ans le rôle de Theo Raeken, l'ennemi et ancien ami puis allié de Scott McCall et Stiles Stilinski dans la série Teen Wolf, puis est de retour dans la 6e saison pour reprendre son rôle.
En 2017, il est annoncé qu'il a le rôle principal dans le film Notorious Nick, racontant la vie d’un jeune boxeur de la MMA, dont la sortie est prévue en 2018.
Depuis 2018, il joue le rôle de Asher Adams dans la serie All American diffusé sur The CW.
En 2020, il est choisi pour incarner Cloud Strife, le protagoniste du jeu-vidéo Final Fantasy VII dans son Remake et ses suites, remplaçant Steve Burton, ancien interprète du personnage depuis Kingdom Hearts (2002)

## Filmographie

### Films
- 2009 : Clones de Jonathan Mostow : Canter enfant
- 2011 : Bulletproof Gangster de Jonathan Hensleigh : Danny Greene jeune
- 2013 : Starving Games de Jason Friedberg : Peter Malarkey
- 2015 : Killing Animals : Roberto
- 2016 : Submerged de Steven C. Miller : Dylan
- 2018 : Assassination Nation de Sam Levinson : Johnny
- 2021 : Notorious Nick: Nick Newell
- 2023 : Jump Out: Rizal

### Courts-métrages
- 2006 : The Profound Mysteries of Tommy Kuglar de Brian Scott Steele : Tommy Kuglar jeune
- 2006 : Corndog of Tolerance de Reese Golchin : l'enfant
- 2020 : Blood Storm

### Téléfilms
- 2012 : Beautiful People de Stephen Hopkins : Kyle

### Séries télévisées
- 2007 : State of Mind : Adam (un épisode)
- 2007 : Back to You : Xander Tucker (saison 1, épisode 6)
- 2008 : True Blood : le garçon qui crie (saison 1, épisode 5)
- 2010 : Grey's Anatomy : Brad Walker (saison 6, épisode 13)
- 2010-2015 : Pretty Little Liars : Mike Montgomery (récurrent saisons 1, 2, 4 et 5, invité saison 6)
- 2012 : Les Bio-Teens : Kavan (saison 1, épisodes 1 et 2)
- 2012 : Body of Proof : Greg Lux (saison 2, épisode 16)
- 2013 : Austin et Ally : Elliot (saison 2, épisode 9)
- 2013 : Supah Ninjas : Flint Forster (saison 2, épisodes 2, 9 et 12)
- 2014 : See Dad Run : Evan (saison 2, épisode 15)
- 2015 - 2017 : Teen Wolf : Theo Raeken (récurrent saisons 5 et 6)
- 2018-2024: All American : Asher Adams

### Télévision
- 2016 : Nerd HQ : lui-même (présentateur)
- 2016 : MTV Fandom Awards : lui-même (un épisode)

### Jeux vidéo
- 2020 : Final Fantasy VII Remake : Cloud Strife (VA)
- 2022 : Crisis Core : Final Fantasy VII Reunion : Cloud Strife (VA)
- 2024 : Final Fantasy VII Rebirth : Cloud Strife (VA)

## Discographie

### Singles
| Année | Titre     |
| ----- | --------- |
| 2013  | "Fragile" |
| 2015  | "Faith"   |
| 2019  | "Hills"   |
| 2019  | "Blessed" |
|       | "Drippin" |
|       | "Almost"  |

## Voix françaises
En France, Cody Christian n'a pas de voix régulière.
En France
| - Thomas Sagols dans Clones - Olivier Martret dans Pretty Little Liars (série télévisée) - Aurélien Ringelheim dans Austin et Ally (série télévisée) - Adrien Larmande dans Teen Wolf (série télévisée) - Maxime van Santfoort dans Assassination Nation - Gauthier Battoue dans All American (série télévisée) |

## Distinctions
| Année | Prix                                 | Catégorie                               | Nomination | Résultat   |
| ----- | ------------------------------------ | --------------------------------------- | ---------- | ---------- |
| 2016  | Melty Future Awards                  | Prix international masculin             | Teen Wolf  | Laureat    |
| 2017  | 19e cérémonie des Teen Choice Awards | Meilleur acteur dans une série de l'été | Teen Wolf  | Nomination |